# Roman Kostomarov
Roman Sergeyevich Kostomarov (em russo:  Роман Сергеевич Костомаров; Moscou, RSFS da Rússia, 8 de fevereiro de 1977) é um ex-patinador artístico russo. Ele foi campeão olímpico em 2006 ao lado de sua parceira Tatiana Navka.

## Principais resultados

### Com Tatiana Navka
| Resultados                                                             | Resultados        | Resultados    | Resultados        | Resultados        | Resultados      | Resultados       | Resultados      | Resultados      | Resultados    | Resultados    | Resultados    | Resultados    |
| Internacional                                                          | Internacional     | Internacional | Internacional     | Internacional     | Internacional   | Internacional    | Internacional   | Internacional   | Internacional | Internacional | Internacional | Internacional |
| Evento/Temporada                                                       | 1998– 1999        |               | 2000– 2001        | 2001– 2002        | 2002– 2003      | 2003– 2004       | 2004– 2005      | 2005– 2006      |               |               |               |               |
| ---------------------------------------------------------------------- | ----------------- | ------------- | ----------------- | ----------------- | --------------- | ---------------- | --------------- | --------------- | ------------- | ------------- | ------------- | ------------- |
| Jogos Olímpicos                                                        |                   |               | 10.º              |                   |                 |                  | Medalha de ouro |                 |               |               |               |               |
| Campeonato Mundial                                                     | 12.º              | 12.º          | 8.º               | 4.º               | Medalha de ouro | Medalha de ouro  |                 |                 |               |               |               |               |
| Campeonato Europeu                                                     | 11.º              | 9.º           | 7.º               | Medalha de bronze | Medalha de ouro | Medalha de ouro  | Medalha de ouro |                 |               |               |               |               |
| GP Grand Prix Final                                                    |                   |               |                   | Medalha de prata  | Medalha de ouro | Medalha de ouro  | Medalha de ouro |                 |               |               |               |               |
| GP Cup of China                                                        |                   |               |                   |                   | Medalha de ouro |                  | Medalha de ouro |                 |               |               |               |               |
| GP Cup of Russia                                                       | Medalha de bronze | 4.º           | 4.º               | Medalha de prata  | Medalha de ouro | Medalha de ouro  | Medalha de ouro |                 |               |               |               |               |
| GP NHK Trophy                                                          | 5.º               | 6.º           |                   |                   |                 | Medalha de prata |                 |                 |               |               |               |               |
| GP Skate America                                                       |                   |               | 4.º               | Medalha de prata  |                 |                  |                 |                 |               |               |               |               |
| GP Skate Canada International                                          |                   |               |                   |                   | Medalha de ouro |                  |                 |                 |               |               |               |               |
| GP Trophée Éric Bompard                                                |                   |               |                   |                   |                 | Medalha de ouro  |                 |                 |               |               |               |               |
| Jogos da Boa Vontade                                                   |                   |               | Medalha de bronze |                   |                 |                  |                 |                 |               |               |               |               |
| Nacional                                                               |                   |               |                   |                   |                 |                  |                 |                 |               |               |               |               |
| Campeonato Russo                                                       | Medalha de bronze |               | Medalha de prata  | Medalha de prata  | Medalha de ouro | Medalha de ouro  |                 | Medalha de ouro |               |               |               |               |
|                                                                        |                   |               |                   |                   |                 |                  |                 |                 |               |               |               |               |
| Legenda: GP = Grand Prix; Competição não foi disputada nesta temporada |                   |               |                   |                   |                 |                  |                 |                 |               |               |               |               |

### Com Anna Semenovich
| Resultados               | Resultados       | Resultados    | Resultados    | Resultados    | Resultados    | Resultados    | Resultados    | Resultados    | Resultados    | Resultados    | Resultados    | Resultados    |
| Internacional            | Internacional    | Internacional | Internacional | Internacional | Internacional | Internacional | Internacional | Internacional | Internacional | Internacional | Internacional | Internacional |
| Evento/Temporada         | 1999– 2000       |               |               |               |               |               |               |               |               |               |               |               |
| ------------------------ | ---------------- | ------------- | ------------- | ------------- | ------------- | ------------- | ------------- | ------------- | ------------- | ------------- | ------------- | ------------- |
| Campeonato Mundial       | 13.º             |               |               |               |               |               |               |               |               |               |               |               |
| Campeonato Europeu       | 10.º             |               |               |               |               |               |               |               |               |               |               |               |
| GP Cup of Russia         | 4.º              |               |               |               |               |               |               |               |               |               |               |               |
| Nacional                 |                  |               |               |               |               |               |               |               |               |               |               |               |
| Campeonato Russo         | Medalha de prata |               |               |               |               |               |               |               |               |               |               |               |
|                          |                  |               |               |               |               |               |               |               |               |               |               |               |
| Legenda: GP = Grand Prix |                  |               |               |               |               |               |               |               |               |               |               |               |

### Com Ekaterina Davydova
| Resultados                                                                                   | Resultados    | Resultados      | Resultados        | Resultados       | Resultados    | Resultados    | Resultados    | Resultados    | Resultados    | Resultados    | Resultados    | Resultados    |
| Internacional                                                                                | Internacional | Internacional   | Internacional     | Internacional    | Internacional | Internacional | Internacional | Internacional | Internacional | Internacional | Internacional | Internacional |
| Evento/Temporada                                                                             | 1994– 1995    | 1995– 1996      | 1996– 1997        | 1997– 1998       |               |               |               |               |               |               |               |               |
| -------------------------------------------------------------------------------------------- | ------------- | --------------- | ----------------- | ---------------- | ------------- | ------------- | ------------- | ------------- | ------------- | ------------- | ------------- | ------------- |
| CS Cup of Russia                                                                             |               |                 | 5.º               |                  |               |               |               |               |               |               |               |               |
| Finlandia Trophy                                                                             |               |                 |                   | Medalha de prata |               |               |               |               |               |               |               |               |
| Karl Schäfer Memorial                                                                        |               |                 |                   | Medalha de prata |               |               |               |               |               |               |               |               |
| Universíada                                                                                  |               |                 | WD                |                  |               |               |               |               |               |               |               |               |
| Internacional – Júnior                                                                       |               |                 |                   |                  |               |               |               |               |               |               |               |               |
| Campeonato Mundial Júnior                                                                    | 7.º           | Medalha de ouro |                   |                  |               |               |               |               |               |               |               |               |
| Nacional                                                                                     |               |                 |                   |                  |               |               |               |               |               |               |               |               |
| Campeonato Russo                                                                             |               |                 | Medalha de bronze |                  |               |               |               |               |               |               |               |               |
|                                                                                              |               |                 |                   |                  |               |               |               |               |               |               |               |               |
| Legenda: CS = Champions Series; WD = Abandonou; Competição não foi disputada nesta temporada |               |                 |                   |                  |               |               |               |               |               |               |               |               |